# Roberto de Mattei
Roberto de Mattei, né le 21 février 1948 à Rome, est un historien, philosophe de l'histoire et journaliste italien, spécialiste du catholicisme et de l'histoire de l'Église. De 2004 à 2007, puis de 2008 à 2011, il est notamment le vice-président du Conseil national de la recherche (CNR).
Entre 2002 et 2005, Roberto de Mattei est également conseiller pour les questions internationales auprès du gouvernement italien. Par ailleurs engagé en faveur du catholicisme traditionnel et de la contre-révolution, il est aussi le président-fondateur de la fondation Lépante, une organisation qui vise à la défense de la civilisation catholique, de ses principes et de ses institutions.

## Biographie
Roberto de Mattei fut professeur à l'université européenne de Rome et à l'université de Cassino, où il a été titulaire de la chaire d'histoire moderne. Président de la fondation Lépante, il anime les revues Lepanto et Radici Cristiane, de même que les médias Correspondance européenne et Corrispondenza romana. De 2004 à 2007, puis de 2008 à 2011, il fut le vice-président du Conseil national de la recherche (CNR), avec une délégation pour la section des sciences humaines. Entre 2002 et 2005, il fut également conseiller du gouvernement italien pour les questions internationales.
Ses études portent principalement sur l'histoire européenne du XVIe au XXe siècle, avec une attention particulière à l'histoire des idées politiques et religieuses. Catholique traditionaliste, il est connu pour ses positions anti-évolutionnistes et pour sa critique du relativisme et des orientations de l'église catholique depuis le Concile Vatican II[réf. souhaitée].

## Œuvres
En langue française
- Le croisé du XXe siècle : Plinio Corrêa de Oliveira, Lausanne, L'Âge d'Homme, 1997.
- La souveraineté nécessaire. Réflexions sur la déconstruction de l'État et ses conséquences pour la société, Paris, François-Xavier de Guibert, 2000
- La dictature du relativisme, Muller, 2011
- Vatican II, une histoire à écrire, Muller, 2013.
- Apologie de la Tradition, Chiré, 2015.
- Le Vicaire du Christ. Peut-on réformer la papauté ?, Le Drapeau blanc, 2016.
- Le ralliement de Léon XIII : l'échec d'un projet pastoral, Cerf, 2016
- L'Église dans la tourmente : histoire du Ier millénaire de l'Église, Le Drapeau blanc, 2017.
- Vatican II : l'histoire qu'il fallait écrire, Bailly, éd. Contretemps, 2025.

En langue italienne
- (it) 1900-2000 - Due sogni si succedono: la costruzione la distruzione, Rome, Fiducia, 1988.
- (it) Il crociato del secolo XX. Plinio Corrêa de Oliveira, Milan, Piemme, 1996.
- (it) Alta Ruet Babylon. L'Europa settaria del Cinquecento. Lineamenti storici e problemi ecclesiologici, Milan, Istituto di Propaganda Libraria, 1997.
- (it) A sinistra di Lutero. Sette e movimenti religiosi nell'Europa del 500, Rome, Città Nuova, 1999.
- (it) Pio IX, Milan, Piemme, 2000
- (it) La sovranità necessaria: riflessioni sulla crisi dello Stato moderno, Rome, il Minotauro, 2001.
- (it) Guerra santa guerra giusta. Islam e Cristianesimo in guerra, Milan, Piemme, 2002.
- (it) La “Biblioteca dell’amicizia”. Repertorio critico della cultura cattolica nell'epoca della Rivoluzione 1770-1830, Naples, Bibliopolis, 2005.
- (it) De Europa. Tra radici cristiane e sogni postmoderni, Florence, Le Lettere, 2006.
- (it) Il CNR e le Scienze Umane. Una strategia di rilancio, Rome, Consiglio Nazionale delle Ricerche, 2008.
- (it) La dittatura del relativismo, Chieti, Solfanelli, 2007.
- (it) La liturgia della Chiesa nell’epoca della secolarizzazione, Rome, Solfanelli, 2009.
- (it) La Turchia in Europa. Beneficio o catastrofe?, Milan, Sugarco Edizioni, 2009.
- (it) L'identità culturale come progetto di ricerca, Rome, Liberal Edizioni, 2004.
- (it) Il Concilio Vaticano II. Una storia mai scritta, Turin, Lindau, 2010.
- (it) Apologia della tradizione, Turin, Lindau, 2011.
- (it) La Chiesa fra le tempeste. Il primo millennio di storia della Chiesa nelle conversazioni a Radio Maria, Milan, Sugarco Edizioni, 2012.
- (it) Vicario di Cristo. Il primato di Pietro tra normalità ed eccezione, Vérone, Fede e Cultura, 2013.
- (it) Il ralliement di Leone XIII. Il fallimento di un progetto pastorale, Florence, Le Lettere, 2014.
- (it) Plinio Corrêa de Oliveira : Apostolo di Fatima. Profeta del Regno di Maria. (préf. Athanasius Schneider), Fiducia, 15 juin 2017, 416 p. (ISBN 978-8886387132)

## Récompenses et distinctions
- Prix Renaissance des lettres 2001 pour La souveraineté nécessaire[2].